# Тищенко Катерина Іванівна
Тищенко Катерина Іванівна (* 12 лютого 1949 року, с. Хоньківці Могилів-Подільський район Вінницька область — українська журналістка. Редактор. Член НСЖУ.

## Біографія
Катерина Тищенко народилася 12 лютого 1949 року в селі Хоньківці Могилів-Подільського району Вінницької області. Закінчила факультет журналістики Київського держуніверситету імені Т. Г. Шевченка. З листопада 1970 р. працювала у Сокирянській районній газеті «Дністрові зорі» Чернівецької області: коректор, кореспондент, завідувачка відділу, заступник редактора, з 1998 р. — редактор. Була членом редакційної ради експериментального спільного випуску райгазет Чернівецької області «Буковинський вісник». — (2004. — (№ 1-3). Обиралася делегатом Х з'їзду
Спілки журналістів України.

## Творчий доробок
Автор бібліографічних матеріалів у «Енциклопедії Сучасної України» (ЕСУ), зокрема про гончара, заслуженого працівника культури України Івана Івановича Гончара. Автор есе про українського поета Олексія Бондара «Його роки — спалах любові до життя»…